# Toru Kumon
Tōru Kumon (公文 公)(くもん とおる) (26 de marzo de 1914 - 25 de julio de 1995) nació en Osaka en la provincia de Kōchi, Japón. 
Se graduó en la Universidad de Osaka donde obtuvo un título en Matemáticas. Fue profesor de matemáticas en un colegio de bachillerato de Osaka. En 1954, Kumon empezó a enseñar a su propio hijo quien estaba fallando en matemáticas en la escuela primaria, y con esta experiencia desarrolló el método que lleva su nombre.
El método Kumon busca incentivar en las personas la autonomía a la hora de estudiar, buscando fortalecer el potencial de aprendizaje de cada individuo. Por medio de un proceso de aprendizaje planeado e individualizado, el alumno del método Kumon se siente confiado y capaz de enfrentar por sí mismo el desafío de la conquista del conocimiento. El método Kumon se basa en el autodidactismo. Es importante destacar que el método Kumon no está orientado a ser un modelo educativo completo, sino solo un apoyo para el alumno, y no está diseñado para todas las asignaturas. 
La gran innovación de Kumon está en el hecho de no enseñar al alumno como resolver el material propuesto. Está estructurado de forma tal que el alumno puede resolver los ejercicios por sí mismo. Independientemente de la edad o del grado escolar en el que se encuentren los alumnos de este método, él comenzará sus estudios con temas simples para que, poco a poco, avance y tenga contacto con temas más complejos, siempre adecuados a su capacidad. De esta forma, él siempre estará en condiciones para alcanzar la nota 100 (nota máxima). El objetivo es desarrollar en el alumno la autoconfianza, el interés por estudiar y aprender por sí mismo hasta que consiga llegar a su desempeño máximo. Así, en cada estudio realizado él podrá sentir la satisfacción y decirse a sí mismo “lo logré” experimentando la alegría de aprender y de expandir, cada vez más, su propia capacidad.
Como resultado del método, el hijo mayor de Toru Kumon fue capaz de hacer cálculo en el sexto grado y su hijo menor en el cuarto grado. Debido a esto otros padres se interesaron en las ideas de Toru Kumon, y en 1956, abrió su primer centro en Osaka, Japón. En 1958, Toru Kumon fundó el Instituto Kumon para la Educación, el cual estableció los estándares para otros centros Kumon que se empezaron a abrir en el resto del mundo. En Sudamérica se inició en 1977 en Brasil, lugar de la Casa Matriz para América del Sur, y posteriormente en el resto de países latinoamericanos. Llegó a Europa a España donde comenzó en 1991. A Colombia llegó en 1992 gracias al señor Rafael Cuéllar quien fue el primer gerente de Kumon Colombia y posterior y actualmente es su hijo, Felipe Cuéllar.
El instituto continúa actualmente con su enfoque en el estudio individual para ayudar al estudiante a desarrollar todo su potencial.  Toru Kumon creía que un niño era capaz de aprender cualquier cosa si se le daba el material y el apoyo adecuado. Desde 1956 más de 19 millones de estudiantes se han beneficiado del Método Kumon.
Toru Kumon murió en Osaka en 1995 a la edad de 81 años. Su hijo mayor murió 2 años después por paro cardiorrespiratorio.